# クロカイマン
クロカイマン（学名: Melanosuchus niger、英名: Black caiman）はアリゲーター科に分類されるワニの一種。本種のみでクロカイマン属を形成する。特定動物。

## 分布
エクアドル、ガイアナ、コロンビア、ブラジル、フランス領ギアナ、ペルー、ボリビア

## 形態
最大全長5m。体色は背面が黒く、淡黄色の横縞が入る。属名Melanosuchusは「黒いワニ」、種小名nigerは「黒い」の意で、和名や英名と同義。腹面は淡黄色。
口吻は基部の幅の1.2-1.5倍で、キールは明瞭。虹彩は黄褐色。頸鱗板は３列。前肢の指に水掻きがなく、後肢にも趾の半分くらいまでしか水掻きがない。
幼体には黄色の細い横縞が入るが、成長に伴って不鮮明になる。

## 生態
流れの緩やかな河川や池沼、湿地に生息する。
食性は動物食で、主に甲殻類、貝類を食べるが魚類、両生類、爬虫類、鳥類、大型哺乳類等も食べる。
夜行性である。
繁殖形態は卵生。植物を集めて塚状の巣を作り、その中に1回に20-60個の卵を産む。

## 人間との関係
皮は革製品に利用される。腹面に骨質がないことから加工しやすい。
皮目的の乱獲により生息数は激減している。そのため現在は生息地で保護されているが、密猟されることもある。また本種を天敵とするカピバラが本種の生息数の減少に伴い増加し、それによりカピバラによる農作物への食害が増加しているという報告もある。